# State Security Agency
Die State Security Agency (SSA; deutsch etwa: „Staatssicherheitsagentur“) ist die Behörde der Republik Südafrika für die nicht-militärischen Nachrichtendienste. Sie wurde im Oktober 2009 gegründet und fasst mehrere frühere Nachrichtendienste zusammen.

## Struktur und Aufgaben
Die SSA hat ihren Sitz im Musanda Complex in Pretoria und umfasst folgende sechs Unterabteilungen:
- Domestic Branch (etwa: „Inlandsabteilung“), ehemals National Intelligence Agency, in der 1994 auch die Nachrichtendienste von African National Congress und Pan Africanist Congress sowie mehrerer Homelands aufgingen, Inlandsgeheimdienst
- Foreign Branch (etwa: „Auslandsabteilung“), ehemals South African Secret Service, Auslandsgeheimdienst
- South African National Academy of Intelligence (SANAI, etwa: „Südafrikanische nationale Akademie der Nachrichtendienste“), gegründet 2003 in Mafikeng, Ausbildungsstätte
- Office for Interception Centres (OIC, etwa: „Amt für Überwachungszentren“)
- Electronic Communications Security (Pty) Ltd. (ehemals COMSEC), soll die informationelle Sicherheit der Kommunikation innerhalb der Staatsorgane gewährleisten
- National Communications Centre, zuständig für die allgemeine Überwachung, etwa durch Abhörmaßnahmen

Das Computer Security Incident Response Team (CSIRT, etwa: „Computersicherheits-Eingreifteam“) dient vor allem der Sicherung der Computersysteme der Staatsorgane.
Aufgaben der SSA sind der Kampf gegen Terrorismus, Sabotage, Subversion, Spionage und organisierte Kriminalität. Gesetzliche Grundlage ist unter anderem der Intelligence Services Act 65 of 2002. Die Gründung erfolgte aufgrund der Presidential Proclamation No R 59 of 2009.
Die SSA wird von einem Director-General („Generaldirektor“) geleitet und untersteht dem Ministry of State Security (etwa: „Ministerium für Staatssicherheit“). 2015/2016 betrug das Budget rund 4,3 Milliarden Rand.

## Koordination der Nachrichtendienste
Das 1994 gebildete National Intelligence Co-ordinating Committee (NICOC; etwa: „Nationales Geheimdienst-Koordinierungskomitee“) koordiniert alle südafrikanischen Nachrichtendienste.
Dem NICOC gehören neben dem Director-General der SSA die folgenden Amtsträger an:
- Coordinator of Intelligence als Vorsitzender des Komitees
- Director der National Intelligence Agency
- Director des South African Secret Service
- Head des Crime Intelligence, einer Abteilung des South African Police Service
- Chief der South African National Defence Force Intelligence Division[6]

## Kontrollorgane
Das Office of the Inspector-General of Intelligence (OIGI; etwa: „Amt des Generalinspekteurs der Nachrichtendienste“) beaufsichtigt die State Security Agency. Nachdem 2015 der Inspector-General of Intelligence zurückgetreten war, wurde er nicht ersetzt. 
Das parlamentarische Kontrollgremium der SSA, das Joint Standing Committee on Intelligence (JSCI), besteht aus Abgeordneten der sechs größten Fraktionen in der Nationalversammlung.

## Geschichte
Leiter der SSA:
- 2009–2011: Mzuvukile Jeff Maqetuka
- 2011–2013: Dennis Thokozani Dlomo (kommissarisch)
- 2013–2016: Sonto Kudjoe
- 2016–2018: Arthur Fraser[7]
- seit 2018: Loviso Jafta[8]

Im Juni 2016 wurde bekannt, dass die Vorläufer der SSA einen Agenten an hoher Stelle im Lonmin-Konzern platziert hatten, der in den blutig verlaufenden Bergarbeiterstreik 2012 verwickelt war. Der Agent betrieb auf Staatskosten die Gründung einer Gewerkschaft, die der streikführenden Association of Mineworkers and Construction Union Konkurrenz machen sollte, und verweigerte bewusst Verhandlungen zur Lösung des Konflikts. Die SSA-Generaldirektorin Sonto Kudjoe trat im August 2016 zurück.